# Österbotten (historiskt landskap)

Landskapets vapen

Finlands historiska landskap i olika blåa nyanser. Österbotten är det stora området norr om de övriga, men söder om det längst i norr liggande mörkblåa Lappland.
Dagens landskapsförbund markeras med gula gränser.

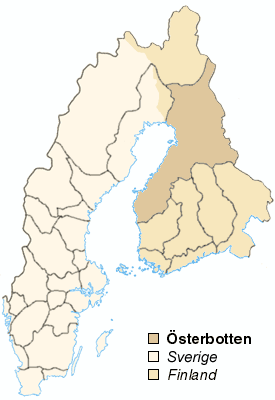
Österbottens läge (yttre gränser 1660–1721).

Österbotten (finska: Pohjanmaa; latin: Botnia orientalis eller Ostrobothnia) är ett historiskt landskap i Finland.
Landskapet var 122 188 km² stort till arealen vilket motsvarar 36 % av Finlands dåvarande areal. Det historiska landskapet Österbotten omfattar i stort de nuvarande landskapen Österbotten, Södra Österbotten, Mellersta Österbotten, Norra Österbotten, Kajanaland samt södra delen av Lappland.
Det historiska landskapet har fortsatt att finnas i det finska medvetandet långt efter att det 1634 administrativt blivit ett historiskt begrepp. På senare tid avses normalt det gamla historiska landskapet utom Nordbotten och Kajanaland.
Österbottens historiska huvudort har växlat mellan Korsholm, det vill säga Korsholms slott och Korsholms kungsgård (Korsholms län), och Uleåborg med Uleåborgs slott byggt 1590. Österbotten blev ett län Österbottens län 1634 som delades i Vasa län och Uleåborgs län år 1775. Landskapet levde vidare och nämns till exempel som ett av nio landskap i Boken om vårt land, och ingår som viktig del av många invånares identitet. En mindre del av landskapet (Salla-området) avträddes till Sovjetunionen efter andra världskriget. 
Större städer är Vasa, Seinäjoki, Karleby, Jakobstad, Kajana, Uleåborg, Kemi och Rovaniemi.

## Historia
På medeltiden var området en del av "Norrebotn", det vill säga Norrabotten, vilket innebar hela området kring Bottenviken. Området inkluderade alltså dagens finska landskap Österbotten, Södra Österbotten, Mellersta Österbotten, Norra Österbotten, Kajanaland samt södra delen av Lappland, Västerbotten och de delar av svenska Lappland som svenska kronan hade kontroll över. Som landskapsnamn förekommer Österbotten sedan 1400-talet, andra äldre benämningar var Østernorlandia (1329), Östernorrebotn (1478). År 1441 separerades den östra och den västra sidan av Norrabotten, Korsholms län, administrativt, efter att Sveriges drots Krister Nilsson (Vasa) övertagit den östra delen – Åbo stift, medan marsken Karl Knutsson (Bonde) övertog den västra delen – Uppsala stift. Därefter blev namnformen "Östrabotnen", ibland med tillägg som "i Norrabotten", vanlig. Det är alltså denna region som är det historiska landskapet Österbotten.

## Österbottens vapensköld
Sedan Johan III:s tid bär landskapet ett vapen bestående sex silverhermeliner i blått fält, vilket kröns av en krona. Vapnet återges i skiftande form i flera av de nuvarande finländska landskapen.